# Cryptus unicarinatus
Cryptus unicarinatus là một loài tò vò trong họ Ichneumonidae.